# هایفلاو
هایفلاو (به آلمانی: Hieflau) یک منطقهٔ مسکونی در اتریش است که در لوبن واقع شده‌است. هایفلاو ۴۶٫۹۷ کیلومتر مربع مساحت دارد ۵۰۳ متر بالاتر از سطح دریا واقع شده‌است.